# 교도소 교육

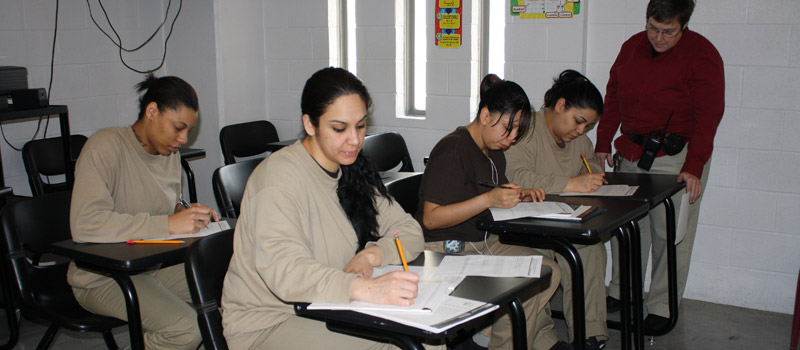
미국연방교도소 수감자를 위한 교육수업

교도소 교육(Prison education)은 교도소 내에서 발생하는 모든 교육 활동이다. 과정에는 기본 읽기 쓰기 프로그램, 중등학교 동등 프로그램, 직업 교육 및 고등 교육이 포함될 수 있다. 재활 프로그램, 체육 교육, 예술 및 공예 프로그램과 같은 기타 활동도 교도소 교육의 한 형태로 간주될 수 있다. 프로그램은 일반적으로 교도소 시스템에서 제공, 관리 및 자금 지원을 받지만 수감자는 원격 교육 프로그램 비용을 지불해야 할 수도 있다. 교도소 교육의 역사와 현재 관행은 국가마다 크게 다르다.
전 세계적으로 교도소에 입소하는 사람들은 평균적으로 일반 인구에 비해 교육 수준이 낮다. 교도소 교육은 종종 석방 후 수감자의 취업 가능성을 높이는 것을 목표로 한다. 구금시설 내 교육 프로그램을 관리하고 참석하는 것은 어려울 수 있다. 직원 및 예산 부족, 교육 자원 및 컴퓨터 부족, 시설 간 수감자 이동 등이 일반적인 장벽이다. 수감자들은 과거의 교육 실패나 동기 부족으로 인해 참여를 꺼릴 수 있다.
연구에 따르면 교도소에서의 교육은 재범률을 낮추고 향후 징역형 선고 비용을 절약하는 효과적인 방법이라는 사실이 일관되게 입증되었다. 영국에서는 교도소 교육에 지출된 1파운드당 납세자가 2파운드 이상을 절약하는 것으로 추산되며, 미국에서는 지출한 1달러당 4~5달러의 절감 효과가 있는 것으로 추산된다. 교도소 교육 프로그램의 이점에도 불구하고 많은 국가에서 교도소 내 교육 비율은 여전히 낮으며, 교도소 교육에 대한 자금을 늘리려는 시도는 반대되었다. 반대자들은 교도소 교육은 돈 낭비이며 수감자들은 혜택을 받을 자격이 없다고 주장한다.

## 같이 보기
- 정치교육